# Vita Palamar
Vita Palamar (Ucrania, 12 de octubre de 1977) es una atleta ucraniana especializada en la prueba de salto de altura, en la que consiguió ser medallista de bronce mundial en pista cubierta en 2008.

## Carrera deportiva
En el Campeonato Mundial de Atletismo en Pista Cubierta de 2008 ganó la medalla de bronce en el salto de altura, con un salto por encima de 2.01 metros que fue récord nacional ucraniano, tras la croata Blanka Vlašić (oro con 2.03 metros) y la rusa Yelena Slesarenko (plata también con 2.01 metros pero en menos intentos).